# Старк Леонід Миколайович
Леонід Миколайович Старк (нар. 1889 — пом. 15 грудня 1937, Тбілісі) — радянський дипломат.

## Біографія
Народився у 1889 році. Був сином російського генерал-майора Миколи Старка. 1905 року вступив до Російської соціал-демократичної робітничої партії. Навчався у Петербурзькому технологічному інституті. Кілька разів заарештовувався. Після заслання з 1912 року жив у еміграції. Деякий час жив на Капрі у Олексія Горького, який сприяв публікації його віршів у російській пресі. Повернувся до Росії влітку 1914 року. Навесні 1917 року був направлений Петроградським комітетом ВКП(б) на зміцнення Гельсингфорского комітету РСДРП(б) — член виконавчої комісії Гельсингфорского комітету. З березня 1917 року — організатор і редактор газети комітету «Хвиля». Брав участь у Жовтневій революції.
У листопаді—грудні 1917 року працював заступником народного комісара пошти та телеграфу РРФСР; у березні—квітні 1918 року — комісаром Російського телеграфного агентства. 1919 року став редактором газети «Советская страна». З квітня 1919 року очолював Кримське військово-морське бюро Реввійськради РРФСР; з серпня 1919 року обіймав посаду військового комісара Курсів командного складу при Революційній військовій раді 5-ї армії; з листопада 1919 року по 1920 рік обіймав посаду військового комісара військово-навчальних закладів Сибіру. У лютому—березні 1920 року очолював Сибірське обласне управління архівної справи.
З травня 1920 року — на дипломатичній роботі. У 1920 році був радником Повноважного представництва РРФСР у Грузії; у 1921—1923 роках — радник Повноважного представництва РРФСР в Естонії; з 15 листопада 1922 року по 12 травня 1924 року — Повноважний представник РРФСР в Естонії; з 22 квітня 1924 року по 16 квітня 1936 року — повноважний представник СРСР в Афганістані; з квітня 1936 року по 1937 рік — уповноважений Народного комісаріату закордонних справ СРСР в Грузинській РСР.
У 1937 році, за ініціативи Лаврентія Берії, за участь у контрреволюційній роботі та контрреволюційний зв'язок з Миколою Крестинським, був заарештований в Тбілісі. Розстріляний в Тбілісі 15 грудня 1937 року.